# Euronet Worldwide
Euronet Worldwide — компанія зі штаб-квартирою в місті Лівуд, штат Канзас, США. Є оператором та провайдером електронних платіжних терміналів та банкоматів.

## Історія
Компанія заснована в 1994 році двоюрідними братами Деном Генрі та Майком Брауном.
У 1998 році придбала «ARKSYS», компанію з комп'ютерного програмного забезпечення, яка спеціалізувалася на системах електронних платежів і транзакцій. 
23 січня 2002 року «Euronet Worldwide» оголосив про створення спільного підприємства з заснованою в Гонконзі «First Mobile Group Holdings Limited».
У 2007 році компанія придбала «Ria Money Transfer».
У 2013 році придбала компанію «Pure Commerce», надавши їй доступ до набору програм на базі «SaaS». Наступного року придбала британський валютний брокер «HiFX», надавши йому доступ до транскордонних платіжних операцій у Великій Британії, Австралії та Новій Зеландії.
У липні 2015 року придбано популярний вебсайт для конвертації валют «xe.com».